# Подвал под Фортуной

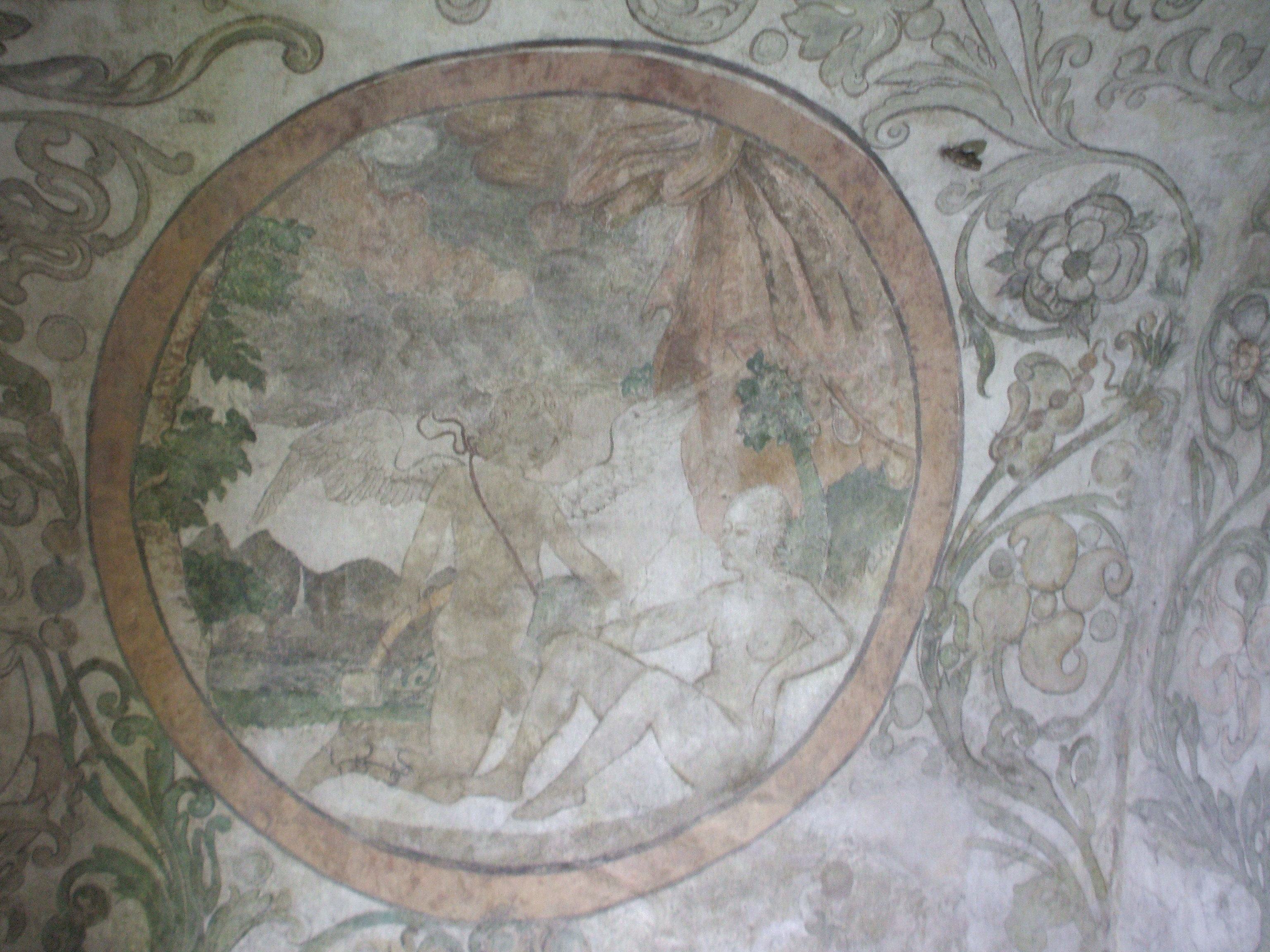
Одна из фресок

Подвал под Фортуной (пол. Piwnica pod Fortuną) — наименование специализированного музея, находящеегося в Люблине в подвале Дома Любомельских на Главной площади, 8. В настоящее время музей административно подчиняется Люблинской региональной организации по туризму.

## История
Музей основан в 2012 году в рамках проекта по реконструкции подвала, в котором сохранились фрески 70-х годов XVI века, представляющие собой одни из немногих сохранившихся в Польше образцов светской живописи эпохи ренессанса. Фрески были созданы по инициативе тогдашнего собственника Эразма Любомельского.
Наименование подвала «Под Фортуной» впервые упоминается в сочинении «Malowidła z XVI w. w tzw. Winiarni w Lublinie» историка искусств Йозефа Эдварда Дуткевича. Он же предположил, что в XVI веке в этом подвале находилось питейное заведение. В 1782 году собственник здания Францишек Макаревич во время ремонта замуровал окно и дверь, выходящие на Главную площадь, что свидетельствует, что к тому времени пивная прекратила воё существование. Первая консервация фресок производилась накануне Второй мировой войны под руководством Йозефа Эдварда Дуткевича. Во время реставрационных работ были заново открыты дверь и окно, выходящие на Главную площадь и законсервированы сохранившиеся фрески. Во время оккупации Люблина удалось сохранить изображения в подвале в связи с тем, что некоторые фрески содержали надписи на немецком языке.
После Второй мировой войны подвал несколько раз переходил в собственность различных торговых организаций. В нём находились студенческое кафе, фотоателье, парикмахерская, галерея искусств «лабиринт», ресторан «Подвал под Фортуной» и антикварный магазин. В 2007 году подвал был передан Люблинской региональной организации по туризму, которая провела в нём ремонт и открыла в нём в 2012 году современный музей.
В настоящее время музей демонстрирует экспозицию, посвящённую истории Люблина. В десяти залах представлены следующие выставки:
- Центр города и окраины
- Жилой дом на рубеже XVI—XVII веков
- Духовная жизнь города (3 зала: католики и протестанты, православные и иудеи)
- Судебная система: подземелья и камеры
- Люблинская улица
- Люблинская промышленность (вторая половина XIX века)
- Зал с фресками